# Rondje om de kerk (Nederlandse Spoorwegen)
Het rondje om de kerk is een spottende term voor de dienstregeling van de NS die als uitgangspunt heeft om machinisten en conducteurs per dag maar een beperkt aantal korte trajecten te laten afleggen, om zo de vertragingen te beperken.
Al in 1984 of 1985 werd het plan voor de decomplicering van de treindiensten geïntroduceerd door de toenmalige NS-directie. Het plan stuitte al gelijk op grote weerstand en werd daarom niet uitgevoerd. Het NS-personeel was bang dat het werk te eentonig werd door deze nieuwe regeling. In 1993 kwam het plan opnieuw op tafel, wat leidde tot een bezetting van vier perrons door ongeveer tachtig boze conducteurs en machinisten op Utrecht Centraal.
Op 25 maart 1999 kwam het plan nogmaals op tafel in de vorm van het rapport Bestemming: Klant. Dit leidde opnieuw tot grote tegenstand, en een lange periode van onderhandelingen en stakingen volgde. Dit had niet alleen tot gevolg dat de NS en de vakbonden fikse ruzie hadden, maar ook dat de vakbonden en de leden verder uit elkaar groeiden.
Uiteindelijk bleef de koers van de NS gehandhaafd en voerden zij op 10 juni 2001 de plannen daadwerkelijk in. Al in de eerste week bleek dat veel treinen niet op tijd reden. De NS verweerde zich door te stellen dat het lag aan het grote aantal zieken waar zij mee te kampen had. Na een halve maand werd de balans opgemaakt, waaruit bleek dat het aantal treinen dat op tijd reed was gedaald van 85,3% naar 71%, waar het streven lag op 88%. 
In 2002 werd het rondje vervangen door het model 'Lusten en lasten delen'. Dit model was door de ondernemingsraad van NS reizigers ontwikkeld. Kern van dit productiemodel was het eerlijk verdelen van zowel de variatie in het werk als de agressielijnen. Na invoering van dit model daalde het ziekteverzuim enorm en steeg de punctualiteit in een paar jaar tijd naar 88%.